# Orophaca hyalina
Orophaca hyalina là một loài thực vật có hoa trong họ Đậu. Loài này được (M.E.Jones) Isely mô tả khoa học đầu tiên.